# Audi RSQ e-tron
El Audi RSQ e-tron es un prototipo de automóvil desarrollado por Audi para su uso en la película animada de 2019 Spies in Disguise. 
Según Audi, el coche fue diseñado estrechamente con Blue Sky Studios y presenta un "lenguaje de diseño visionario y aspectos futuristas destacados, incluido un velocímetro de holograma".